# Musculus sternocleidomastoideus
De musculus sternocleidomastoideus is een tweekoppige spier in het halsgebied, met aanhechtingen aan de schoudergordel. De spier is van buitenaf zeer goed zichtbaar. Eén kop ontspringt aan het borstbeen, de ander aan het sleutelbeen. De beide koppen hebben hun aanhechting gezamenlijk aan de processus mastoideus en de linea nuchae superior op de schedel.
De m. sternocleidomastoideus kan, indien eenzijdig geactiveerd, het hoofd buigen en draaien. Het is een homolaterale lateroflexor. Dat wil zeggen dat de buiging van het hoofd wordt veroorzaakt door de spier die aan de kant ligt waarheen de buiging gericht is. De spier is daarentegen een heterolaterale rotator. Dat wil zeggen dat de rotatie van het hoofd wordt veroorzaakt door de spier die aan de tegenovergestelde zijde ligt van waarheen de rotatie gericht is (eenvoudig gezegd: de rechterspier zorgt voor een buiging naar rechts en een rotatie naar links). De spier kan, indien zowel de linker- als de rechterspier geactiveerd wordt, het hoofd naar voren buigen. Tevens heeft de spier met de kop die aan het sleutelbeen aanhecht, een geringe functionaliteit op de schoudergordel. Hij helpt dan mee met elevatie. In die hoedanigheid wordt de spier ook wel gerekend tot de hulpademhalingsspieren.